# Poelaertliften
De Poelaertliften (Frans: Ascenseurs Poelaert), in de volksmond Liften van de Marollen (Frans: Ascenseurs des Marolles) is een openbare lift in de Marollenwijk van Brussel. Ze verbinden de beneden- en bovenstad op het Breughel de Oudeplein (Frans: place Breughel l'Ancien) met het Poelaertplein (Frans: place Poelaert). Het ligt in de buurt van het Justitiepaleis.
De lift bestaat uit twee onafhankelijke liften, vandaar dat het meervoud 'liften' soms wordt gebruikt voor de naam.

## Constructie en bediening
Het idee om een vervoersmiddel te bouwen dat de Marollen en het Poelaertplein verbindt is veel ouder, in de 19e eeuw werd voorgesteld om hiervoor een kabelbaan te bouwen. Begin jaren negentig promootte architect Patrice Neirinck van AVA Architects het concept voor het bouwen van een verticale lift. Het voorstel was bedoeld om "de Marollen te ontsluiten" en "het Breughel de Oudeplein nieuw leven in te blazen", dat zich onderaan bevindt, waardoor het een kruispunt wordt.

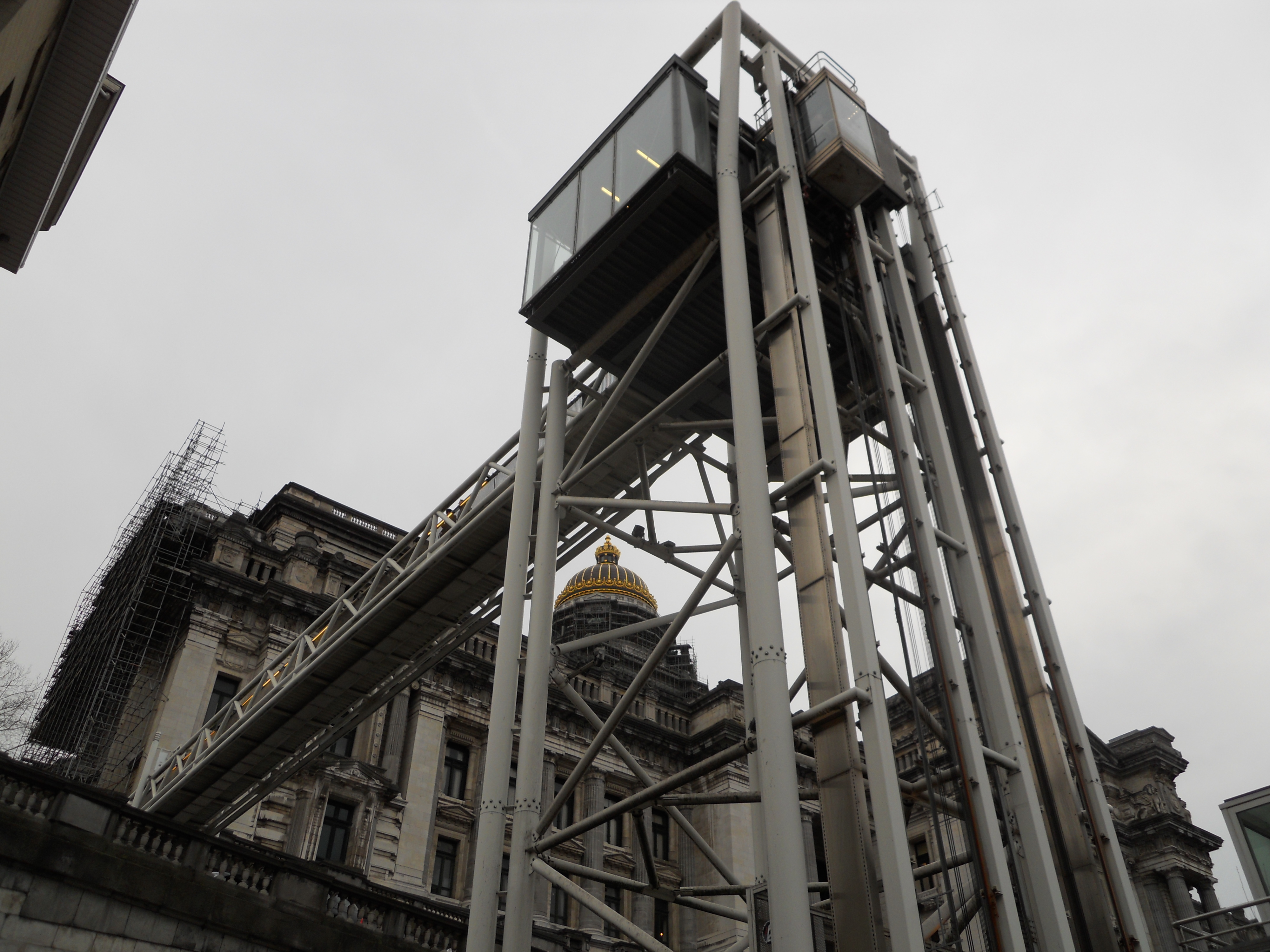
Uitzicht vanaf de voet van de lift

CFE werd aangesteld als hoofdaannemer en de levering van de twee liften en de elektromechanische systemen werden verzorgd door de Schindler Group. Het architectonisch project werd uitgevoerd door het bureau AVA Architecten, onder coördinatie van architect Patrice Neirinck, terwijl de Verdeyen & Moenaert de stabiliteitsstudie verzorgden.
De bouw kostte wel ongeveer 78 miljoen Belgische frank (ongeveer 2 miljoen euro sindsdien), waarvan 51 miljoen frank (ongeveer 1,25 miljoen euro) voor het grootste deel van de investering, en 27 miljoen frank (ongeveer 676.000 euro) voor de liften. De financiering werd verstrekt door het Brussels Hoofdstedelijk Gewest en de federale overheid in het kader van een samenwerkingsakkoord. Het ministerie van Communicatie en Infrastructuur was verantwoordelijk voor het projectbeheer en kreeg technische bijstand van de directie Elektromechanische constructies.
Na de bouw van de toren werd de toekomstige metalen loopbrug geïnstalleerd tussen het bovenste deel en het Poelaertplein. De 36 meter lange loopbrug werd gemaakt in Geel en vervoerd naar Brussel door een speciaal konvooi, dat op 13 oktober 2001 rond 10.00 uur arriveerde op de esplanade van het Paleis van Justitie. De hele lift werd in juni 2002 geopend en werd een van de populairste toeristische attracties van het gebied. Het beheer en de werking ervan werd door de gemeente toevertrouwd aan de openbaarvervoermaatschappij MIVB.
In april 2018 werden 1.300 gekleurde T-shirts opgehangen aan de structuur van de lift, als onderdeel van het werk getiteld "If I Had Wings", een cultureel experiment van de Finse kunstenaar Kaarina Kaikkonen.
De werking van de nieuwe lift werd echter gekenmerkt door talrijke technische problemen, waarvan de eerste slechts een maand na de inhuldiging, op 21 juli 2002, werd gemeld. Zo moest de MIVB in 2019 in totaal 131 keer ingrijpen om de storingen aan de twee liften te verhelpen: 43 wiggen in de ene, 88 wiggen in de andere. De belangrijkste redenen die hebben geleid tot het stilleggen van de liften waren de ongunstige weersomstandigheden en vandalisme.
In juli 2020 bevestigde de minister van Mobiliteit en Openbare Werken van het Brussels Hoofdstedelijk Gewest, Elke Van den Brandt, dat de lift in het eerste kwartaal van 2021 zou worden hersteld.
Jaarlijks maken ongeveer een miljoen mensen gebruik van de lift.

## Specificaties

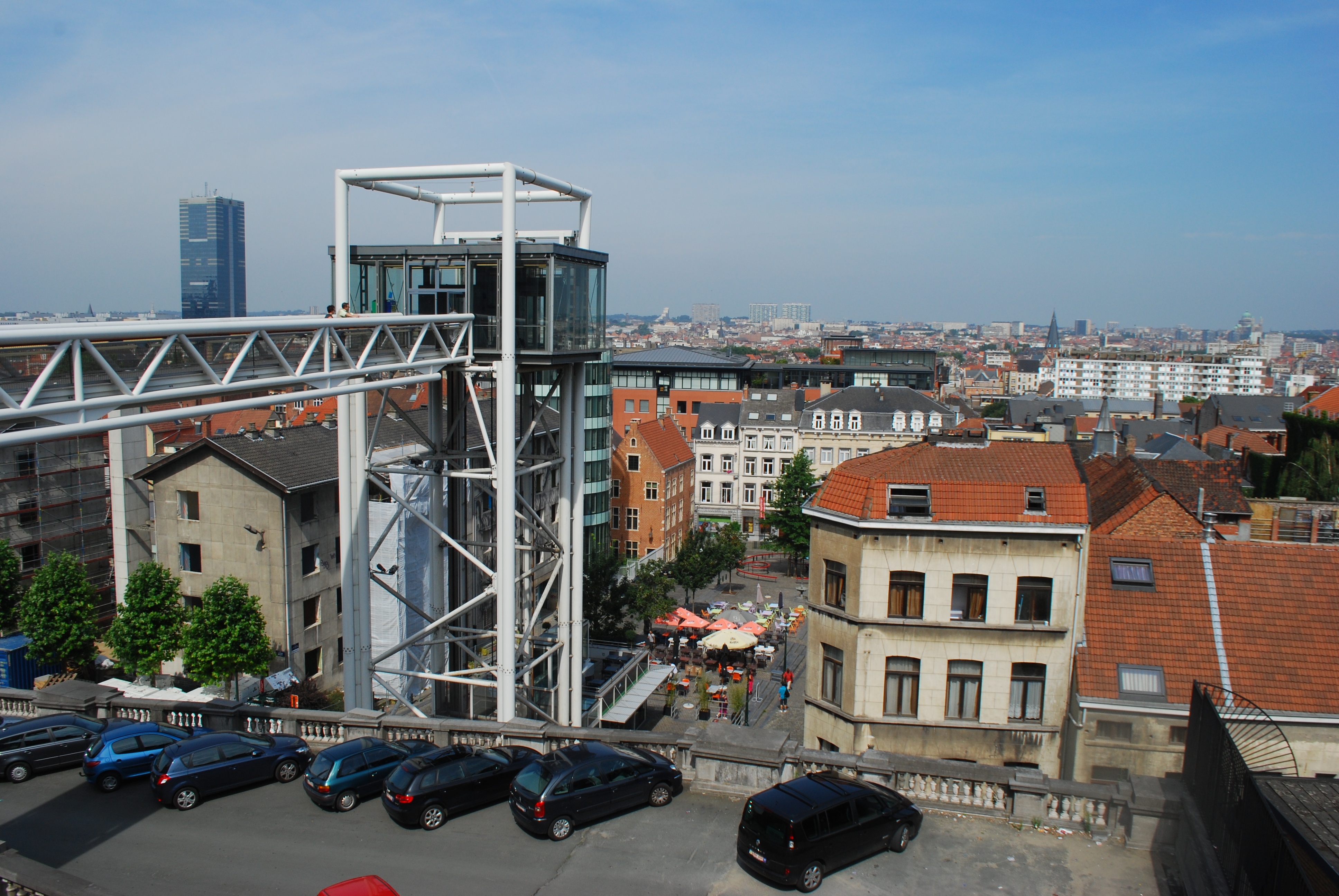
Uitzicht vanaf het Poelaertplein

De Poelaertliften hebben de volgende specificaties:
| Specificaties:      | Specificaties:                 |
| Kenmerken           | Waarde                         |
| ------------------- | ------------------------------ |
| Aantal liften       | 2                              |
| Hoogte              | 27,70 m                        |
| Lengte loopbrug     | 35,50 m                        |
| Totale gewicht      | 100 ton                        |
| Maximale belasting: | 1.250 kg (16 personen per hut) |
| Snelheid            | 1 m/s                          |